# NGC 3359
NGC 3359 é uma galáxia espiral barrada (SBc) localizada na direcção da constelação de Ursa Major. Possui uma declinação de +63° 13' 24" e uma ascensão recta de 10 horas, 46 minutos e 36,3 segundos.
A galáxia NGC 3359 foi descoberta em 28 de Novembro de 1793 por William Herschel.